# Brandérion
Brandérion is een Franse gemeente in het departement Morbihan in Bretagne. De gemeente telde 1.480 inwoners op 1 januari 2022. Het is een van de 25 gemeenten in het gemeentelijk samenwerkingsverband Lorient Agglomération.
Er ligt de spoorweghalte Brandérion.

## Geografie
De oppervlakte van Brandérion bedroeg op 1 januari 2022 6,03 vierkante kilometer; de bevolkingsdichtheid was toen 245,4 inwoners per km².

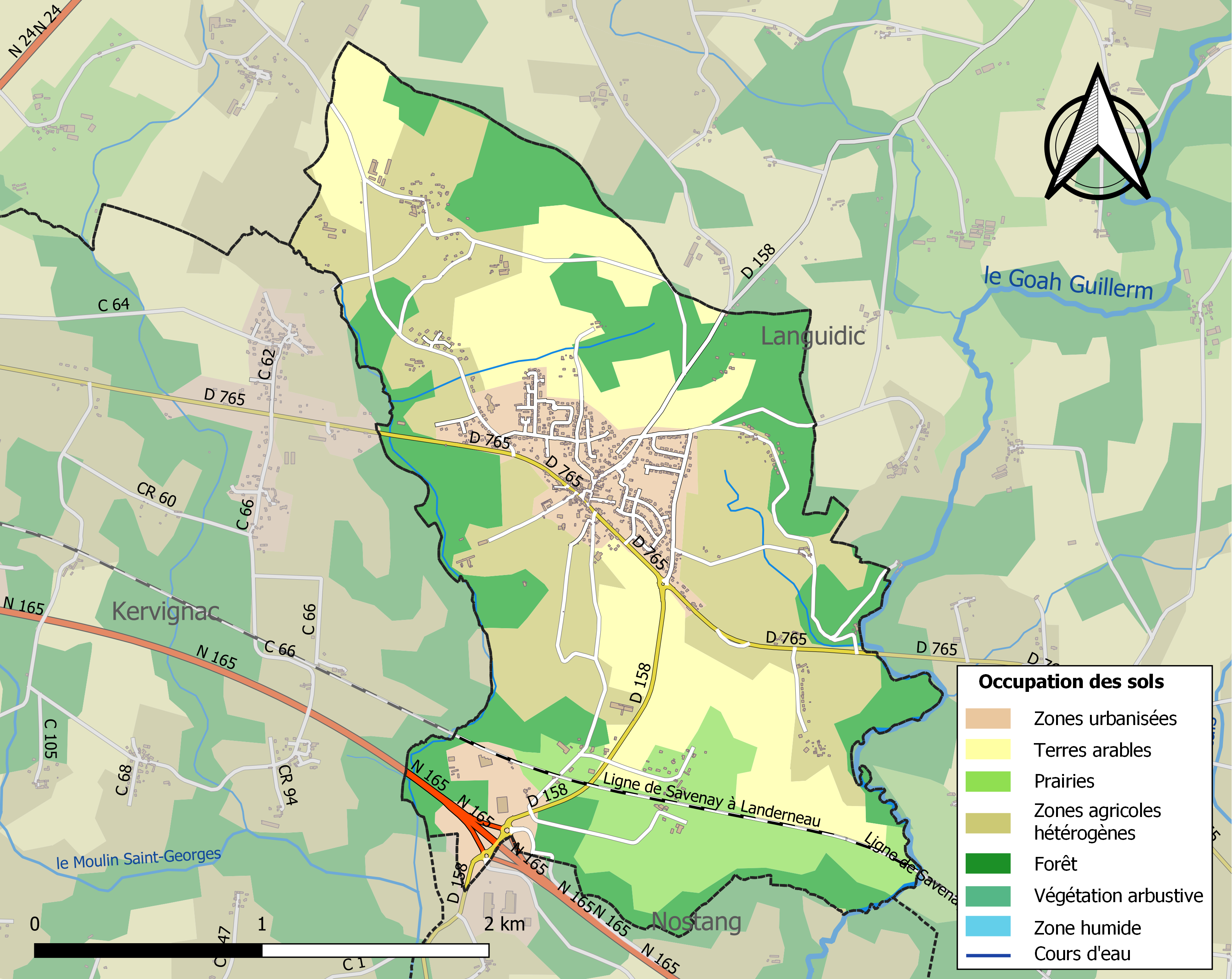
Kaart van de gemeente met de belangrijkste infrastructuur, bodemgebruik en omliggende gemeenten

## Demografie
Onderstaande figuur toont het verloop van het inwonertal, bron: INSEE-tellingen. 

## Galerij

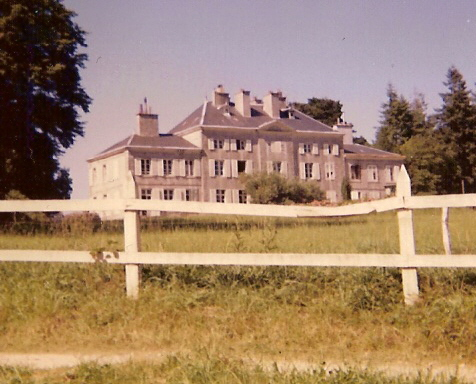
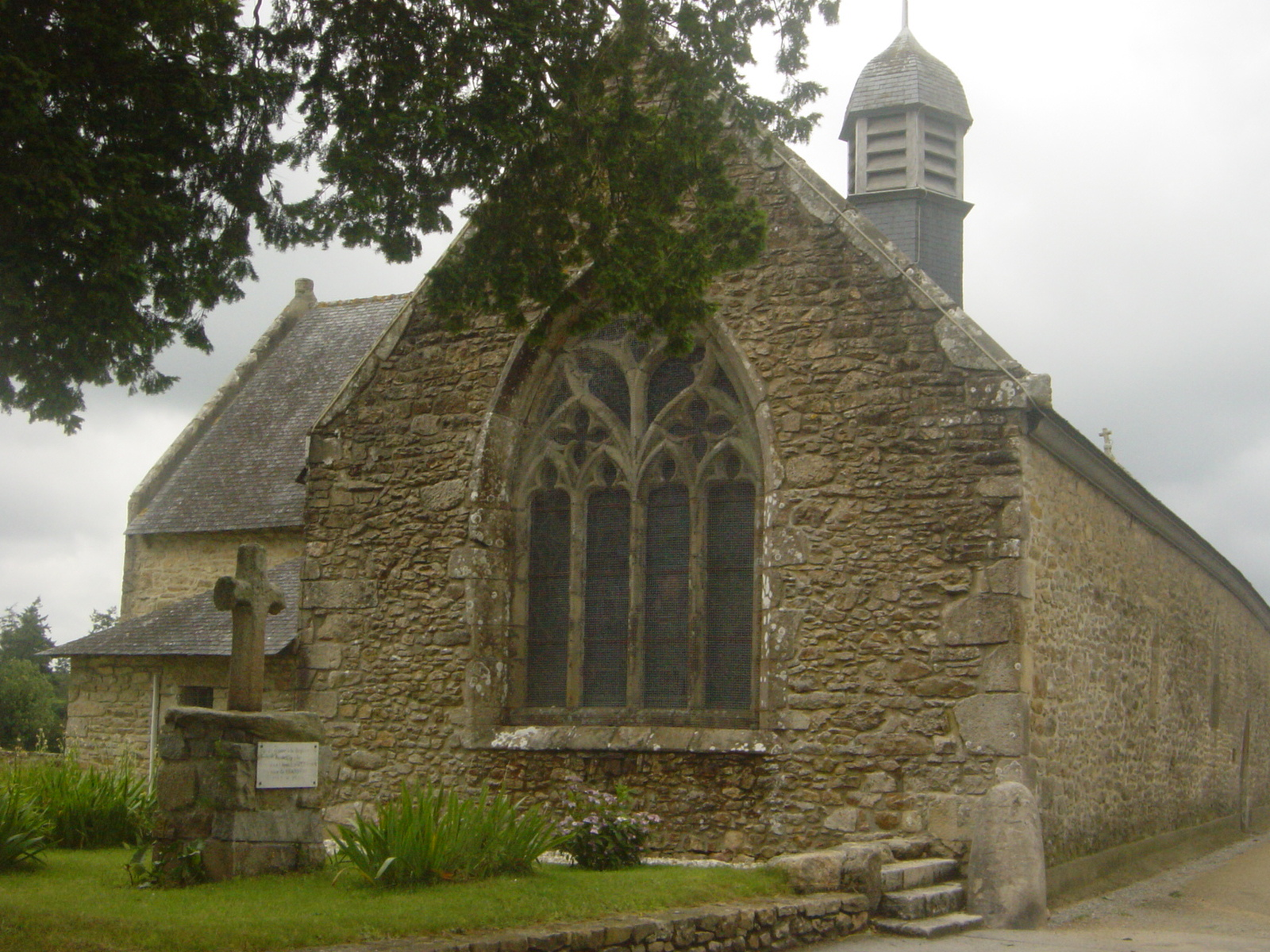
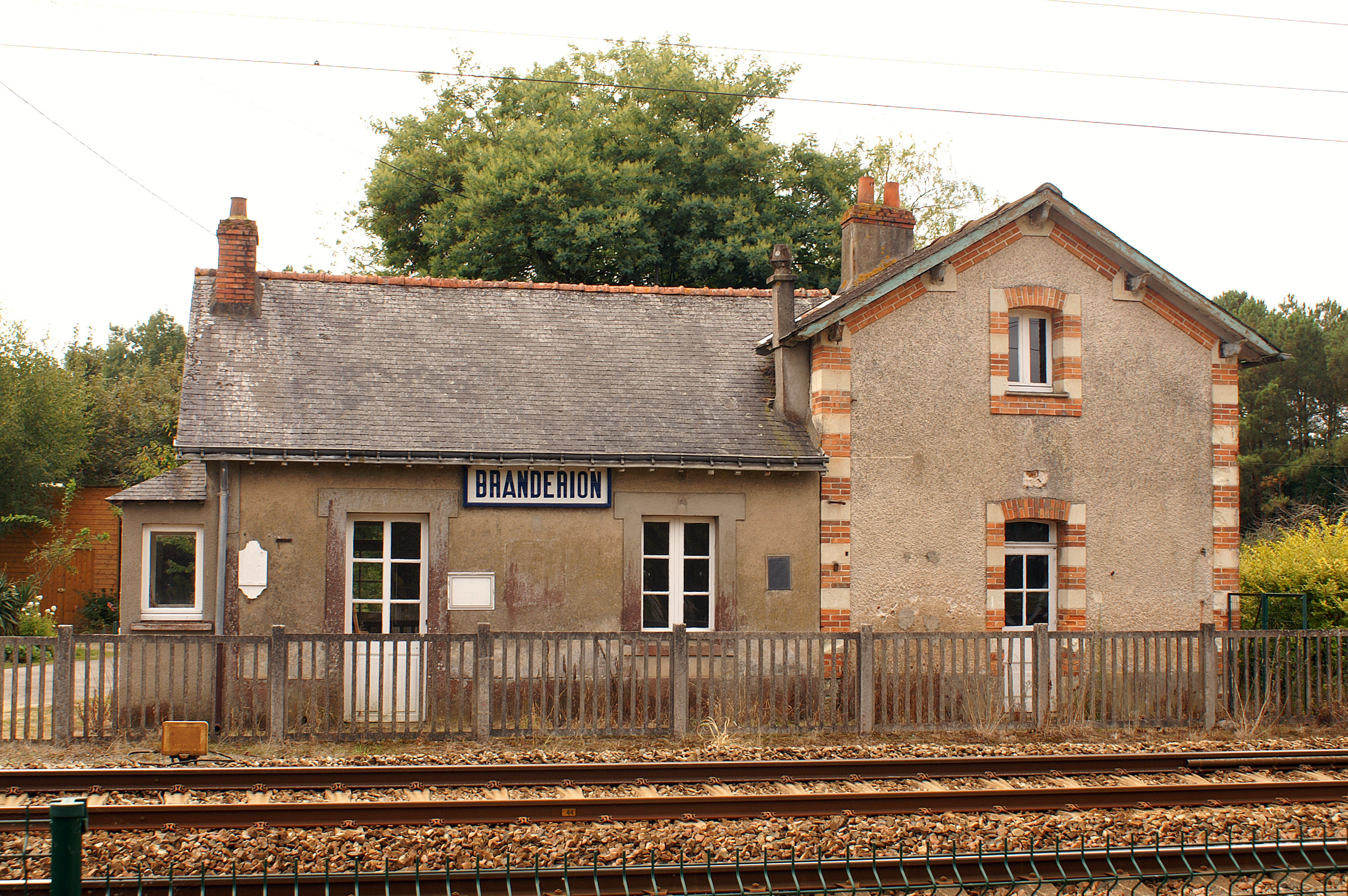